# Монастырь Вехтерсвинкель
Монастырь Вехтерсвинкель (нем. Kloster Wechterswinkel) — бывшее цистерцианское аббатство, располагавшееся на территории баварской общины Бастхайм. Монастырь, относившийся к Вюрцбургской епархии, был основан ранее 1144 года (вероятно, в 1134 году) благодаря усилиям епископа Эмбричо (ум. 1146), короля Конрада III и ряда неизвестных на сегодняшний день жертвователей. В XVI веке монастырь несколько раз подвергался разграблению.